# إيلين فيرسلادزي
إيلين فيرسلادزي (بالجورجية: ელენე ვირსალაძე) هي عاملة في التراث الشعبي من جورجيا وكانت بارزة معروفة بكتاباتها المكثفة وعملها الميداني. تُرجمت أعمالها إلى الروسية والفرنسية والألمانية والإنجليزية.